# 비오리

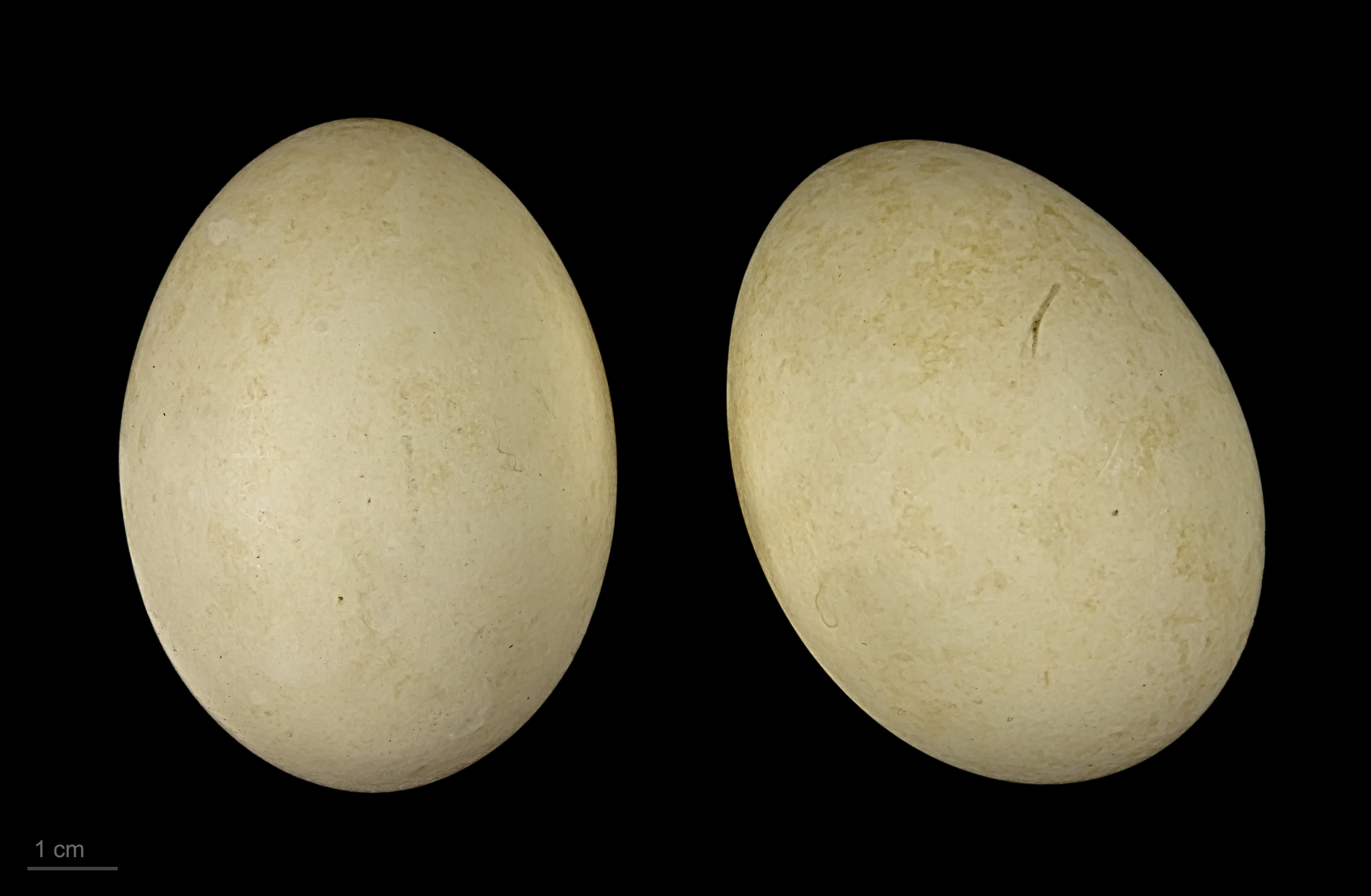
Mergus merganser

비오리는 오리과에 속하는 길이 65cm, 날개 길이 27cm물새이다.
비오리 수컷은 머리가 짙은 녹색에 광택이 나고(암컷은 갈색), 몸이 흰 새로, 다홍색 부리에 이빨처럼 생긴 뼈들이 많다.

## 아종
세 개의 아종이 있으며, 아종 간 차이는 사소한 편이다:
- M. m. merganser Linnaeus
- M. m. orientalis Gould
- M. m. americanus Cassin

## 같이 보기
- 청둥오리
- 넓적부리
- 흰뺨검둥오리

## 참조
1. ↑  Hoyo, J. del, et al., eds. (1992). 《Handbook of the Birds of the World, Volume 1》. Barcelona: Lynx Edicions. 626쪽. ISBN 84-87334-10-5.
2. ↑  Madge, S. and Burn, H. (1987). 《Wildfowl: An Identification Guide to the Ducks, Geese and Swans of the World》. A & C Black. ISBN 0-7470-2201-1.